# Exorista arvorum
Exorista arvorum là một loài ruồi trong họ Tachinidae.